# ヴォルフガング・シュナイダーハン
- ヴォルフガング・シュナイダーハン
- ヴォルフガング・シュナイダーハーン

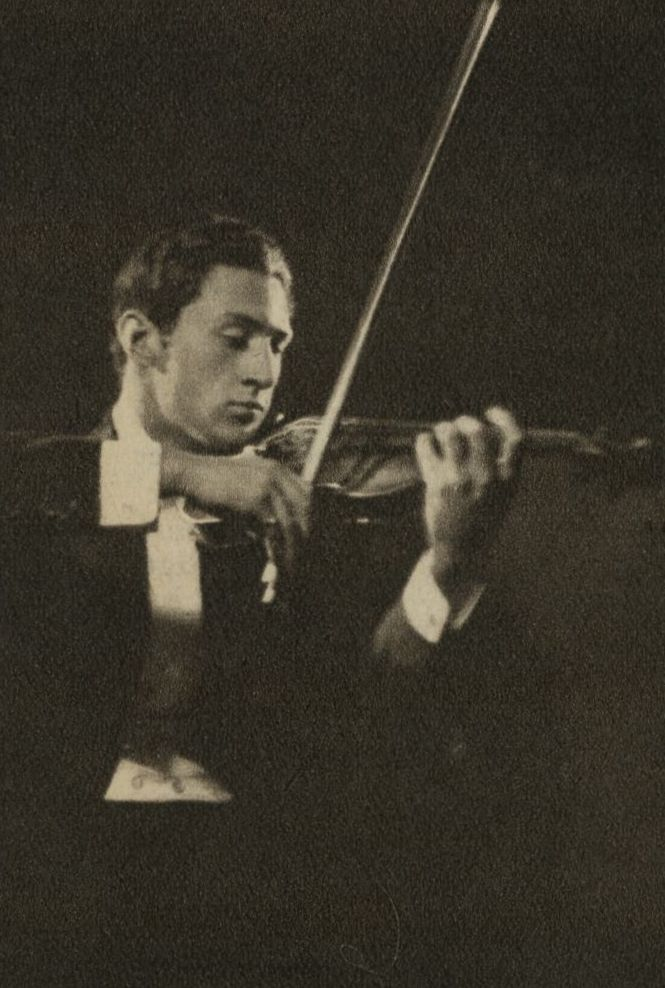

ヴォルフガング・エドゥアルト・シュナイダーハン（ドイツ語: Wolfgang Eduard Schneiderhan, 1915年5月28日 - 2002年5月18日）は、オーストリアのヴァイオリニスト。ウィーン・フィルハーモニー管弦楽団のコンサートマスターを務めた。

## 略歴
1915年、ウィーンで生まれ、最初はウィーン音楽院ヴァイオリン科の主任教授であったオタカール・シェフチークに、ついでユリウス・ヴィンクラーに学んだ。10歳の時に公開演奏会でバッハのシャコンヌを弾いた。翌年の1926年にコペンハーゲンでメンデルスゾーンのヴァイオリン協奏曲を演奏してデビューした。
1933年から1937年までウィーン交響楽団のコンサートマスターを務めたが、1937年からは、ウィーン・フィルハーモニー管弦楽団にコンサートマスターとなる。なお、この移動は指揮者のクレメンス・クラウスによるものであり、シュナイダーハンの実力は折り紙つきであったため、入団試験は行われなかった。ナチスの台頭によって、第1コンサートマスターであったアルノルト・ロゼがロンドンへ亡命せざるを得なくなったため、1938年に第1コンサートマスターに就任した。
1938年3月、ウィーン・フィルの首席奏者らと弦楽四重奏団を結成し（シュナイダーハン四重奏団）、1951年8月2日まで活動を続けた。
1949年にソリストとして独立するためにウィーン・フィルを退団。
また、ザルツブルク、ウィーン、ルツェルンでヴァイオリンの教職にもあった。1956年、ルドルフ・バウムガルトナーとともにルツェルン音楽祭弦楽合奏団を創設した。
室内楽の分野でも、前述のシュナイダーハン四重奏団での活動の他、カール・ゼーマンとデュオを組んだりした。当時から「クーレンカンプの後継者といえたのはウィーン出身のヴォルフガング・シュナイダーハンだけだろう」（ハンス・ハインリッヒ・エッゲブレヒト）と言われており、エトヴィン・フィッシャー、ゲオルク・クーレンカンプ、エンリコ・マイナルディとのトリオは、ゲオルク・クーレンカンプ没後にシュナイダーハンに交代した。
2002年、ウィーンで没。
兄はウィーン交響楽団のコンサートマスターを務めたワルター・シュナイダーハン。妻のソプラノ歌手、イルムガルト・ゼーフリートとは1988年に死別。妻との間に3人の娘がおり、うち一人は女優のモナ・ゼーフリート(de)。甥にドイツ連邦軍総監を務めた同名のヴォルフガング・シュナイダーハンがいる。